# Siergiej Niekrasow
Siergiej Władimirowicz Niekrasow (ros. Серге́й Владимирович Некрасов, ur. 29 stycznia 1973 w Moskwie) – rosyjski piłkarz grający na pozycji prawego obrońcy. W swojej karierze rozegrał 5 meczów w reprezentacji Rosji.

## Kariera klubowa
Swoją karierę piłkarską Niekrasow rozpoczął w klubie Dinamo Moskwa. W 1993 roku awansował do kadry pierwszej drużyny i w sezonie 1993 zadebiutował w niej w Priemjer-Lidze. W sezonie 1994 został z Dynamem wicemistrzem Rosji. Z kolei w sezonie 1995 zdobył Puchar Rosji. W drużynie Dynama występował do końca sezonu 1999.
W 2000 roku Niekrasow przeszedł do Anży Machaczkała. Grał w rezerwach tego klubu. W 2001 roku trafił do grającego w Pierwszej Dywizji, FK Chimki. Z kolei od 2002 roku grał we Wtorej Dywizji. W sezonie 2002 był zawodnikiem Zwiezdy Irkuck, a w sezonie 2003 - Titanu Moskwa. Karierę kończył w 2004 roku w FK Widnoje.
| Sezon | Klub               | Kraj  | Rozgrywki        | Mecze | Gole |
| ----- | ------------------ | ----- | ---------------- | ----- | ---- |
| 1992  | Dynamo-2 Moskwa    | Rosja | Wtoroj diwizion  | 18    | 1    |
| 1993  | Dinamo Moskwa      | Rosja | Priemjer-Liga    | 13    | 0    |
| 1993  | Dynamo-2 Moskwa    | Rosja | Wtoroj diwizion  | 25    | 12   |
| 1994  | Dinamo Moskwa      | Rosja | Priemjer-Liga    | 36    | 7    |
| 1995  | Dinamo Moskwa      | Rosja | Priemjer-Liga    | 33    | 3    |
| 1996  | Dinamo Moskwa      | Rosja | Priemjer-Liga    | 37    | 1    |
| 1997  | Dinamo Moskwa      | Rosja | Priemjer-Liga    | 43    | 1    |
| 1998  | Dinamo Moskwa      | Rosja | Priemjer-Liga    | 32    | 4    |
| 1999  | Dinamo Moskwa      | Rosja | Priemjer-Liga    | 1     | 0    |
| 2000  | Anży-2 Machaczkała | Rosja | Wtoroj diwizion  | ?     | ?    |
| 2001  | FK Chimki          | Rosja | Pierwyj diwizion | 20    | 3    |
| 2002  | Zwiezda Irkuck     | Rosja | Wtoroj diwizion  | 13    | 2    |
| 2003  | Titan Moskwa       | Rosja | Wtoroj diwizion  | 16    | 2    |
| 2004  | FK Widnoje         | Rosja | Wtoroj diwizion  | 15    | 1    |

## Kariera reprezentacyjna
W reprezentacji Rosji Niekrasow zadebiutował 18 listopada 1998 roku w przegranym 1:5 towarzyskim meczu z Brazylią, rozegranym w Fortalezie. Był to jego jedyny mecz w kadrze narodowej.